# Tangui van Schingen
Tangui van Schingen, född 10 april 2004 i Woensdrecht, är en nederländsk parkourutövare.

## Karriär
I maj 2022 vid världscupen i Montpellier tog van Schingen silver i speed och besegrades endast av tjeckiska Jaroslav Chum. I september 2022 tog han även silver i speed vid världscupen i Sofia och besegrades endast av ukrainska Bohdan Kolmakov.
I oktober 2022 vid VM i Tokyo tog van Schingen herrarnas första VM-brons i speed i den första upplagan av mästerskapet. Han kom i mål på tiden 26,37 sekunder och besegrades endast av ukrainska Bohdan Kolmakov samt italienska Andrea Consolini.